# اوزرکی (شهرستان ملئوزوفسکی، باشقیرستان)
اوزرکی (انگلیسی: Ozerki, Meleuzovsky District, Republic of Bashkortostan) یک شهرک در شهرستان ملئوزوفسکی استان باشقیرستان کشور روسیه است.